# Joseph-Éloi Archambault
Pour les articles homonymes, voir Archambault (homonymie).
Joseph-Éloi Archambault (3 décembre 1861 - 23 décembre 1916) est un notaire et homme politique municipal et fédéral du Québec.

## Biographie
Né à Saint-Jacques-L'Achigan dans le Canada-Est, Joseph-Éloi Archambault étudia au Collège de L'Assomption et à l'Université Laval. Il pratiqua le métier de notaire avant de devenir maire de Saint-Gabriel-de-Brandon de 1895 à 1907. Lors d'une élection partielle en 1900, il devient député du Parti libéral du Canada dans la circonscription de Berthier. Réélu en 1900 et en 1904, il ne se représente pas en 1908.